# تاريخ الكنيسة الكاثوليكية والمثلية الجنسية
يحظر التقليد المسيحي بشكل عام الأنشطة التناسلية غير الجِماعية وجمعيها، سواء مارسها أزواج أو أفراد، بغض النظر عما إذا كانوا من نفس الجنس أو من جنس مختلف. تطور موقف الكنيسة الرومانية الكاثوليكية فيما يتعلق بالمثلية الجنسية من كتابات بولس الرسول وتعاليم آباء الكنيسة. كان ذلك في تناقض صارخ مع المواقف اليونانية والرومانية المعاصرة تجاه العلاقات المثلية التي كانت أكثر مرونةً.
تشكّل القانون الكنسي الذي ينظم النشاط الجنسي المثلي بشكل أساسي من خلال المراسيم الصادرة عن عدد من المجامع الكنسية، بدءًا من مجلس إلفيرا في القرن الخامس. كان حظر «السدومية» في البداية بهدف ضمان الانضباط الإكليركي أو الرهباني، ووُسّع لاحقًا في العصور الوسطى ليشمل الأشخاص العاديين.
شجع رجال الدين الكاثوليك بحلول العصور الوسطى، بشكل متزايد على مطاردة أولئك الذين يرتكبون أفعالاً مثلية، وتسليمهم إلى السلطات المدنية لمعاقبتهم. حاكمت محاكم التفتيش الإسبانية ما يقارب الألف شخص بتهمة السدومية، إذ كان هناك ما يقارب 500 حالة تعلقت بالسدومية بين عدة أشخاص، مع وجود حالات قليلة فقط كان فيها الزوج مثليان بالغان متراضيان. كانت العلاقة بين الكنيسة الكاثوليكية ومجتمع الميم في العصر الحديث صعبة، لا سيما خلال ذروة أزمة الإيدز.

## فترة العصور الوسطى وأوائل العصر الحديث
استُخدم مصطلح «السدومية» بحلول أواخر العصور الوسطى لتوصيف الجماع بين الذكور، والبهيمية، والجماع الغيري غير المهبلي، ومقاطعة الجماع، والاستنماء، والجنس الفموي، والجنس الشرجي (سواء كان بين غيريين أو مثليين)، وعُرّف بشكل متزايد على أنه أبشع الخطايا من قبل سلطات الكنيسة الكاثوليكية. شجع الرهبان الدومينيكان في إيطاليا الأتقياء على «مطاردة» السدوميين وتسليمهم إلى محاكم التفتيش للتعامل معهم وفقًا لذلك: «قدمت هذه الخطابات الكهنوتية لغة للسلطات المدنية لإدانة السدومية... من خلال مضايقة السدوميين وكذلك الزنادقة، وعززت الكنيسة سلطتها ومصداقيتها كحكم أخلاقي».
وصف البابا ليو التاسع المثلية الجنسية في القرن الحادي عشر أنها «قذرة» و«رذيلة مريعة» و«فاحشة». ألّف بيتر داميان ليبر غومورهيانوس حوالي عام 1051، الذي جادل فيه من أجل تشديد العقوبة الكنسية لرجال الدين المذنبين بارتكاب «خطايا ضد الطبيعة».
كتب كلايتس: «تعرض الغرباء منذ القرن الثاني عشر فصاعدًا، لاعتداءات لفظية وجسدية متزايدة من رجال الكنيسة والسلطات المدنية المتحالفة، ولا سيما تجاه اليهود من الطبقات الدنيا من السكان» إذ اعتُبر اليهود، والزنادقة، والمثليين، والسحرة من بين أهم «الغرباء».
ندد مجلس لندن عام 1102، الذي دعا إليه رئيس الأساقفة الإنجليزي أنسلم من كانتربري، صراحةً بالسلوك المثلي باعتباره خطيئة لأول مرة في مجلس إنجليزي. شعر أنسيلم أن السدومية منتشر على نطاق واسع ولا يُدان بشدة بما فيه الكفاية أو يُنظر إليه بجدية كما ينبغي. شُجّع كهنة الاعتراف على أخذ هذا الجهالة في الاعتبار عند سماع الاعترافات، ولكن مع مراعاة العوامل المخففة مثل السن والحالة الاجتماعية قبل فرض الكفارة، وفُضّلت الاستشارة بشكل عام على العقوبة.
فرض المجمع في القانونين 28 و29 إبلاغ الناس بخطورة الخطيئة وإلزامهم بالاعتراف (خاصةً إذا كانوا يستمتعون بها)، إلا أن أنسلم أجّل نشر الإجراءات، بحجة أن هناك حاجة لمزيد من الوقت لتوضيح بعض الأمور. يجادل بوزويل بأن المراسيم لم تُنشر على الإطلاق.
ترأس البابا ألكسندر الثالث مجمع لاتران الثالث في روما في عام 1179، وأصدر مرسوماً (قانون 11) يقضي بإقالة جميع المذنبين بالسدومية من مناصبهم أو حصرهم في حياة التوبة في دير، إذا كانوا رجال دين، وأن يكون منبوذًا بشكل صارم، إذا كان مدنيًا: «فليطرد كل من أُدين بارتكاب ذلك الرذيلة غير الطبيعية التي نزل بها غضب الله على أبناء العصيان ودمر المدن الخمس بالنار، فإذا كانوا رجال دين فليُطردوا من الإكليروس أو يُحجزوا في الأديرة للتكفير عن الذنب، وإذا كانوا من المدنيين فعليهم أن يتحملوا الحرمان وينفصلوا تمامًا عن مجتمع المؤمنين». اشتكى عالم اللاهوت الفرنسي آلان دي ليل في عام 1202 من أن «هذا الكمّ العظيم من الرجال الفاسدين يجوبون ويعبثون على اتساع الأرض كلها»، وينشرون الانحراف والنجاسة من خلال «الأفعال الشنيعة» التي تعرّض المجتمع الأوسع للخطر.
وصفت القديسة الألمانية هيلدغارد من بينغن في كتابها لايبر ديفينوروم أوبيرم المثلية الجنسية بأنها «الإساءة الكبرى بحق الله». تصف رؤية الله في كتابها سكيفياس، وتنقل عنه إدانته للأعمال الجنسية المثلية، قائلة «الرجل الذي يخطئ مع رجل آخر كما لو أن امرأة أذنبت إلى الله بمرارة» وبالتالي «مذنب بالموت».
نص القانون 14 من مجمع لاتران الرابع عام 1215 على أنه إذا تجرأ الكاهن الذي اُوقف بسبب عدم العفة من أي نوع- وخاصة الرذيلة التي «بسببها جاء غضب الله من السماء على أبناء العصيان» (السدومية)- على إقامة قداس، كان سيُطرد نهائياً من الكهنوت.
قررت الكنيسة بحلول أوائل القرن الثالث عشر (وقت مجلس لاتران الرابع) «وجوب السماح للسلطات المدنية، وكذلك لرجال الدين، بفرض عقوبات على السدوميين الذين أقاموا علاقات جنسية»، وبحلول نهاية هذه الفترة، «اعتُبر قوم السدوم شياطين وكذلك مخطئين». حاكمت السلطات المدنية بالتوازي مع ذلك، السدومية في محاكمها، رغم أنها طبقت في الواقع عقوبات أشد. نص القانون المدني الروماني، على سبيل المثال، على الموت بالحرق لمن ثبتت إدانتهم بالسدومية.
جادل البابا غريغوري التاسع حوالي عام 1230 بأن السدوميين «أشخاص بغيضون يحتقرهم العالم، ... وأكثر نجاسة من الحيوانات».

### توما الأكويني
ذكر توما الأكويني في كتابه الخلاصة اللاهوتية أن «الرذيلة غير الطبيعية» هي أعظم خطايا الشهوة. جادل في كتابه الخلاصة ضد الوثنيين، الذي يرجع تاريخه تقليديًا إلى عام 1264، ضد ما أسماه خطأ أولئك الذين يقولون إنه لا يوجد خطيئة في قذف السائل المنوي كما عليه الحال في طرد المنتجات الزائدة الأخرى من الجسم» بالقول إنه بعد القتل، الذي يدمر كائنًا بشريًا حيًا، فإن القذف العشوائي للسائل المنوي لمنع ولادة إنسان يأتي في المرتبة الثانية.
وصف الألماني الدومينيكاني ألبرتوس ماغنوس المثلية الجنسية على أنها فساد تميز بهيجان لا يمكن السيطرة عليه بالإضافة إلى أنه معدٍ.
وعظ برناردينو من سيينا لمدة ثلاثة أيام في فلورنسا في إيطاليا، ضد المثلية الجنسية وغيرها من أشكال الشهوة، ودعا إلى نبذ السدوميين، وعززت تلك الخطب التي كانت جنبًا إلى جنب مع الإجراءات التي اتخذها رجال الدين الآخرون في ذلك الوقت، الرأي ضد المثليين جنسياً وشجعت السلطات على زيادة مقاييس الاضطهاد.